# Haletoragal, Ramdurg
Haletoragal là một làng thuộc tehsil Ramdurg, huyện Belgaum, bang Karnataka, Ấn Độ.